# Копа Америка 1999.
Копа Америка 1999.  је било тридесет девето издање овог такмичења, КОНМЕБОЛ такмичење Јужноамеричких репрезентација. Првенство се одржало у Боливији, од 29. јуна до 18. јула 1999. године. На турниру је учествовало 12 тимова, од којих два нису чланови КОНМЕБОЛ-а већ један из КОНКАКАФа, репрезентације Мексика и репрезентација Јапана члан АФК. Бразил је освојио титулу по шести пут у својој историји. Друго место припало је Уругвају, а треће Мексику. Бразилци Роналдо и Ривалдо су били најбољи стрелци шампионата са по пет постигнутих голова.
Није било квалификација за завршни турнир. Мексико и Јапан били су позвани да учествују, а потоњи је постао први тим који је ван Америке учествовао на такмичењу. Уругвај је послао омладински тим.

## Учесници
На првенству Јужне Америке 1999. учествовало дванаест репрезентација. Десет чланова КОНМЕБОЛа: Боливија, Перу, Бразил, Колумбија, Еквадор, Парагвај, Аргентина, Уругвај, Чиле и Венецуела, И по један члан КОНКАКАФа, и АФКа: Мексико и Јапан.
Тимови учесници били су подељени у три групе по четири репрезентације. Првопласирани, као и другопласирани из свих група пласирали су се у четвртфинале, као и два најбоља трећепласирана тима из сваке групе. Тим из једне групе играо је против свих осталих тимова из исте групе.
1.  Аргентина

2.  Бразил

3.  Боливија

4.  Венецуела

5.  Еквадор

6.  Колумбија

7.  Парагвај

8.  Перу

9.  Уругвај

10.  Чиле

11.  Мексико

12.  Јапан

## Градови домаћини и стадиони
Четири града и пет стадиона су угостили репрезентације учеснице Јужноамеричког купа 1999. године. Отварање игара и финална утакмица су се одржале у граду Асунсион, на стадиону Дефенсорес дел Чако.
| Педро Хуан КабаљероАсунсионЛугеСијудад дел Есте | Педро Хуан КабаљероАсунсионЛугеСијудад дел Есте | Педро Хуан Кабаљеро             |
| ----------------------------------------------- | ----------------------------------------------- | ------------------------------- |
| Педро Хуан КабаљероАсунсионЛугеСијудад дел Есте | Педро Хуан КабаљероАсунсионЛугеСијудад дел Есте | Стадион Монументал Рио Парапити |
| Педро Хуан КабаљероАсунсионЛугеСијудад дел Есте | Педро Хуан КабаљероАсунсионЛугеСијудад дел Есте | Капацитет: 30.000               |
| Педро Хуан КабаљероАсунсионЛугеСијудад дел Есте | Педро Хуан КабаљероАсунсионЛугеСијудад дел Есте |                                 |
| Педро Хуан КабаљероАсунсионЛугеСијудад дел Есте | Педро Хуан КабаљероАсунсионЛугеСијудад дел Есте | Сијудад дел Есте                |
| Педро Хуан КабаљероАсунсионЛугеСијудад дел Есте | Педро Хуан КабаљероАсунсионЛугеСијудад дел Есте | Стадион Антонио Аранда          |
| Педро Хуан КабаљероАсунсионЛугеСијудад дел Есте | Педро Хуан КабаљероАсунсионЛугеСијудад дел Есте | Капацитет: 28.000               |
| Педро Хуан КабаљероАсунсионЛугеСијудад дел Есте | Педро Хуан КабаљероАсунсионЛугеСијудад дел Есте |                                 |
| Асунсион                                        | Асунсион                                        | Луге                            |
| Стадион Дефенсорес дел Чако                     | Стадион Генерал Пабло Рохас                     | Стадион Фелисијано Сасерес      |
| Капацитет: 36.000                               | Капацитет: 32.910                               | Капацитет: 25.000               |
|                                                 |                                                 |                                 |

## Први круг − групна фаза
Тимови су били подељени у три групе по четири тима. Сваки тим је играо по једну утакмицу против сваког другог тима у истој групи. Два бода су додељивана за победу, један бод за реми и нула  поена за пораз. Првопласирани и другопласирани тимови у свакој групи су пролазили у четвртфинале. Два најбоља трећепласирана тима такође су се пласирала у четвртфинале.
- У случају нерешених резултата
  - Ако тимови заврше са изједначеним поенима, користе се следећи тај-брејкови:

  1. већа гол -разлика у свим утакмицама у групи;
  2. већи број постигнутих голова у свим групним утакмицама;
  3. победник у међусобној утакмици између дотичних тимова;
  4. жреб

### Група А
| Репрезентација | И | Д | Н | И | ДГ | ПГ | ГР | Бод. |
| -------------- | - | - | - | - | -- | -- | -- | ---- |
| Парагвај       | 3 | 2 | 1 | 0 | 5  | 0  | +5 | 7    |
| Перу           | 3 | 2 | 0 | 1 | 4  | 3  | +1 | 6    |
| Боливија       | 3 | 0 | 2 | 1 | 1  | 2  | −1 | 2    |
| Јапан          | 3 | 0 | 1 | 2 | 3  | 8  | −5 | 1    |

### Утакмице
| Парагвај | 0:0 | Боливија |
| -------- | --- | -------- |
|          |     |          |

| Перу                       | 3:2 | Јапан                |
| -------------------------- | --- | -------------------- |
| Сото 70’ · Холсен 74’, 81’ |     | Лопес 6’ · Миура 77’ |

| Парагвај                               | 4:0 | Јапан |
| -------------------------------------- | --- | ----- |
| Бенитез 18’, 62’ · Санта Круз 40’, 86’ |     |       |

| Перу       | 1:0 | Боливија |
| ---------- | --- | -------- |
| Зуњига 87’ |     |          |

| Боливија      | 1:1 | Јапан            |
| ------------- | --- | ---------------- |
| Е. Санчез 53’ |     | Лопес 75’ (пен.) |

| Парагвај       | 1:0 | Перу |
| -------------- | --- | ---- |
| Санта Круз 88’ |     |      |

### Група Б
| Репрезентација | И | Д | Н | И | ДГ | ПГ | ГР  | Бод. |
| -------------- | - | - | - | - | -- | -- | --- | ---- |
| Бразил         | 3 | 3 | 0 | 0 | 10 | 1  | +9  | 9    |
| Мексико        | 3 | 2 | 0 | 1 | 5  | 3  | +2  | 6    |
| Чиле           | 3 | 1 | 0 | 2 | 3  | 2  | +1  | 3    |
| Венецуела      | 3 | 0 | 0 | 3 | 1  | 13 | −12 | 0    |

### Утакмице
| Бразил                                                                          | 7:0      | Венецуела |
| ------------------------------------------------------------------------------- | -------- | --------- |
| Роналдо 28’, 62’ · Емерсон 40’ · Аморозо 54’, 81’ · Роналдињо 74’ · Ривалдо 82’ | Извештај |           |

| Чиле | 0:1      | Мексико      |
| ---- | -------- | ------------ |
|      | Извештај | Ернандез 59’ |

| Бразил                  | 2:1      | Мексико     |
| ----------------------- | -------- | ----------- |
| Аморозо 20’ · Алекс 45’ | Извештај | Теразас 74’ |

| Чиле                                            | 3:0      | Венецуела |
| ----------------------------------------------- | -------- | --------- |
| Заморано 5’ · Сијера 21’ · Тортолеро 66’ (а.г.) | Извештај |           |

| Бразил             | 1:0      | Чиле |
| ------------------ | -------- | ---- |
| Роналдо 36’ (пен.) | Извештај |      |

Uтакмица је прекинута због магле у 85. минуту.
| Мексико                      | 3:1      | Венецуела    |
| ---------------------------- | -------- | ------------ |
| Бланко 21’, 39’ · Осорно 29’ | Извештај | Урданета 72’ |

### Група Ц
| Репрезентација | И | Д | Н | И | ДГ | ПГ | ГР | Бод. |
| -------------- | - | - | - | - | -- | -- | -- | ---- |
| Колумбија      | 3 | 3 | 0 | 0 | 6  | 1  | +5 | 9    |
| Аргентина      | 3 | 2 | 0 | 1 | 5  | 4  | +1 | 6    |
| Уругвај        | 3 | 1 | 0 | 2 | 2  | 4  | −2 | 3    |
| Еквадор        | 3 | 0 | 0 | 3 | 3  | 7  | −4 | 0    |

### Утакмице
| Аргентина                      | 3:1 | Еквадор      |
| ------------------------------ | --- | ------------ |
| Симеоне 12’ · Палермо 55’, 61’ |     | Кавиедес 77’ |

| Уругвај | 0:1 | Колумбија  |
| ------- | --- | ---------- |
|         |     | Бониља 20’ |

| Аргентина | 0:3 | Колумбија                                    |
| --------- | --- | -------------------------------------------- |
|           |     | Кордоба 10’ (пен.) · Конго 79’ · Монтањо 87’ |

На овој утакмици Мартин Палермо није искористио три додељена пенала, један је одбранио Мигел Келеро. Колумбија је имала досуђена два пенала, један је искористила а други није. Од укупно пет досуђених пенала само је један био искоришћен.
| Уругвај           | 2:1 | Еквадор      |
| ----------------- | --- | ------------ |
| Залајета 72’, 74’ |     | Кавиедес 78’ |

| Уругвај | 0:2 | Аргентина                 |
| ------- | --- | ------------------------- |
|         |     | Гонзалез 1’ · Палермо 56’ |

| Колумбија                 | 2:1 | Еквадор       |
| ------------------------- | --- | ------------- |
| Морантес 37’ · Рикард 39’ |     | Гразијани 50’ |

### Рангирање трећепласираних репрезентација
На крају прве фазе направљено је рангирање трећепласираних екипа из сваке групе. Два трећепласирана тима са најбољим резултатом пласирала су се у четвртфинале.
| Г | Тим      | О | П | Н | И | ГД | ГП | ГР | Бод. |
| - | -------- | - | - | - | - | -- | -- | -- | ---- |
| B | Чиле     | 3 | 1 | 0 | 2 | 3  | 2  | +1 | 3    |
| C | Уругвај  | 3 | 1 | 0 | 2 | 2  | 4  | −2 | 3    |
| A | Боливија | 3 | 0 | 2 | 1 | 1  | 2  | −1 | 2    |

 Чиле и  Уругвај су се пласирали у четвртфинале такмичења.

## Нокаут фаза
|  | Четвртфинале               | Четвртфинале               |                    |       | Полуфинале  | Полуфинале  |  |  | Финале | Финале |
|  |                            |                            |                    |       |             |             |  |  |        |        |
|  | 10. јул – Асунсион         |                            |                    |       |             |             |  |  |        |        |
|  |                            |                            |                    |       |             |             |  |  |        |        |
|  | Парагвај                   | 1 (3)                      |                    |       |             |             |  |  |        |        |
|  | Парагвај                   | 1 (3)                      | 13. јул – Асунсион |       |             |             |  |  |        |        |
|  | Уругвај                    | 1 (5)                      |                    |       |             |             |  |  |        |        |
|  | Уругвај                    | 1 (5)                      | Уругвај            | 1 (5) |             |             |  |  |        |        |
|  | 11. јул – Луке             |                            | Уругвај            | 1 (5) |             |             |  |  |        |        |
|  |                            | Чиле                       | 1 (3)              |       |             |             |  |  |        |        |
|  | Колумбија                  | Чиле                       | 1 (3)              | 2     |             |             |  |  |        |        |
|  | Колумбија                  |                            | 18. јул – Асунсион | 2     |             |             |  |  |        |        |
|  | Чиле                       | 3                          |                    |       |             |             |  |  |        |        |
|  | Чиле                       | 3                          | Уругвај            | 0     |             |             |  |  |        |        |
|  | 10. јул – Асунсион         |                            | Уругвај            | 0     |             |             |  |  |        |        |
|  |                            | Бразил                     | 3                  |       |             |             |  |  |        |        |
|  | Перу                       | Бразил                     | 3                  | 3 (2) |             |             |  |  |        |        |
|  | Перу                       | 14. јул – Сијудад дел Есте |                    | 3 (2) |             |             |  |  |        |        |
|  | Мексико                    | 3 (4)                      |                    |       |             |             |  |  |        |        |
|  | Мексико                    | 3 (4)                      | Мексико            | 0     |             |             |  |  |        |        |
|  | 11. јул – Сијудад дел Есте |                            | Мексико            | 0     |             |             |  |  |        |        |
|  |                            | Бразил                     | 2                  |       | Треће место | Треће место |  |  |        |        |
|  | Бразил                     | Бразил                     | 2                  | 2     | Треће место | Треће место |  |  |        |        |
|  | Бразил                     |                            | 17. јул – Асунсион | 2     |             |             |  |  |        |        |
|  | Аргентина                  | 1                          |                    |       |             |             |  |  |        |        |
|  | Аргентина                  | 1                          | Чиле               | 1     |             |             |  |  |        |        |
|  |                            |                            |                    |       |             |             |  |  |        |        |
|  | Мексико                    | 2                          |                    |       |             |             |  |  |        |        |
|  | Мексико                    | 2                          |                    |       |             |             |  |  |        |        |

### Четвртфинале
| Мексико                                | 3:3 | Перу                                     |
| -------------------------------------- | --- | ---------------------------------------- |
| Ернандез 28’, 33’ (пен.) · Торадо 87’  |     | Паласиос 6’ · Переда 15’ · Солано 40’    |
| Пенали                                 |     |                                          |
| Суарез · Теразас · Р. Гарсија · Зепеда | 4:2 | Солано · Хор. Сото · Хос. Сото · Рејносо |

| Уругвај                                         | 1:1 | Парагвај                           |
| ----------------------------------------------- | --- | ---------------------------------- |
| Залајета 65’                                    |     | Бенитез 15’                        |
| Пенали                                          |     |                                    |
| Флеургин · Гигу · Алонсо · Залајета · Махаљанес | 5:3 | Акуња · Хамара · Енсиско · Бенитез |

| Чиле                          | 3:2 | Колумбија              |
| ----------------------------- | --- | ---------------------- |
| Рејес 25’, 50’ · Заморано 65’ |     | Болањо 7’ · Бониља 35’ |

| Бразил                    | 2:1 | Аргентина |
| ------------------------- | --- | --------- |
| Ривалдо 32’ · Роналдо 48’ |     | Сорин 10’ |

## Полуфинале
| Уругвај                                          | 1:1      | Чиле                           |
| ------------------------------------------------ | -------- | ------------------------------ |
| Лембо 22’                                        | Извештај | Заморано 73’                   |
| Пенали                                           |          |                                |
| Дел Кампо · Гигу · Алонсо · Залајета · Махаљанес | 5:3      | Варгас · Арос · Пизаро · рејес |

| Бразил                    | 2:0      | Мексико |
| ------------------------- | -------- | ------- |
| Аморозо 24’ · Ривалдо 42’ | Извештај |         |

### Утакмица за треће место
| Чиле         | 1:2      | Мексико                    |
| ------------ | -------- | -------------------------- |
| Паласиос 81’ | Извештај | Паленсија 26’ · Зепеда 87’ |

## Финале
| Бразил                         | 3:0      | Уругвај |
| ------------------------------ | -------- | ------- |
| Ривалдо 20’, 27’ · Роналдо 46’ | Извештај |         |

#### Коначна табела
| Поз                        | Репрезентација | Ута | П | Н | И | ГД | ГП | ГР  | Бод | Еф     |
| -------------------------- | -------------- | --- | - | - | - | -- | -- | --- | --- | ------ |
| 1                          | Бразил         | 6   | 6 | 0 | 0 | 17 | 2  | +15 | 18  | 100.0% |
| 2                          | Уругвај        | 6   | 1 | 2 | 3 | 4  | 9  | −5  | 5   | 27.8%  |
| 3                          | Мексико        | 6   | 3 | 1 | 2 | 10 | 9  | +1  | 10  | 55.6%  |
| 4                          | Чиле           | 6   | 2 | 1 | 3 | 8  | 7  | +1  | 7   | 38.9%  |
| Елиминисани у четвртфиналу |                |     |   |   |   |    |    |     |     |        |
| 5                          | Колумбија      | 4   | 3 | 0 | 1 | 8  | 4  | +4  | 9   | 75.0%  |
| 6                          | Парагвај       | 4   | 2 | 2 | 0 | 6  | 1  | +5  | 8   | 66.7%  |
| 7                          | Перу           | 4   | 2 | 1 | 1 | 7  | 6  | +1  | 7   | 58.3%  |
| 8                          | Аргентина      | 4   | 2 | 0 | 2 | 6  | 6  | 0   | 6   | 50.0%  |
| Елиминисани у групној фази |                |     |   |   |   |    |    |     |     |        |
| 9                          | Боливија       | 3   | 0 | 2 | 1 | 1  | 2  | −1  | 2   | 22.2%  |
| 10                         | Јапан          | 3   | 0 | 1 | 2 | 3  | 8  | −5  | 1   | 11.1%  |
| 11                         | Еквадор        | 3   | 0 | 0 | 3 | 3  | 7  | −4  | 0   | 0.0%   |
| 12                         | Венецуела      | 3   | 0 | 0 | 3 | 1  | 13 | −12 | 0   | 0.0%   |

## Листа стрелаца
На овом првенству укупно 45 стрелаца је постигло 74 голова, титулу најбољег стрелца турнира су поделили бразилци Ривалдо и Роналдо са по 5 постигнутих голова.
| 5 голова - Роналдо - Ривалдо 4 гола - Аморосо 3 гола - Палермо - Заморано - Ернандез - Бенитез - Круз - Залајета Аутогол - Едсон Тортолеро |